# باغ رنسانس ایتالیایی
باغ رنسانس ایتالیایی یک سبک جدید از باغ‌هایی است که ظهور آن‌ها در اواخر قرن ۱۵ در ویلاها در رم و فلورانس، با الهام از ایده‌آل‌های کلاسیک انجام شده‌بود و برای لذت بردن از منظره باغ و چشم‌انداز و فراتر از آن برای تفکر و برای لذت بردن از مناظر و صداها و بوی باغ طراحی شده‌بود.
در اواخر رنسانس، باغ‌ها بزرگتر و متقارن‌تر شدند و با چشمه‌ها، مجسمه‌ها، غارها، وسایل آبی و دیگر ویژگی‌های طراحی شده برای لذت بردن صاحبان آنها و بازدید کنندگان طراحی شده‌بود. این سبک در سراسر اروپا تقلید شد و بر باغهای رنسانس فرانسه و باغهای انگلیسی تأثیر گذاشت.

## نفوذ سبک کلاسیک در باغ رنسانس ایتالیایی

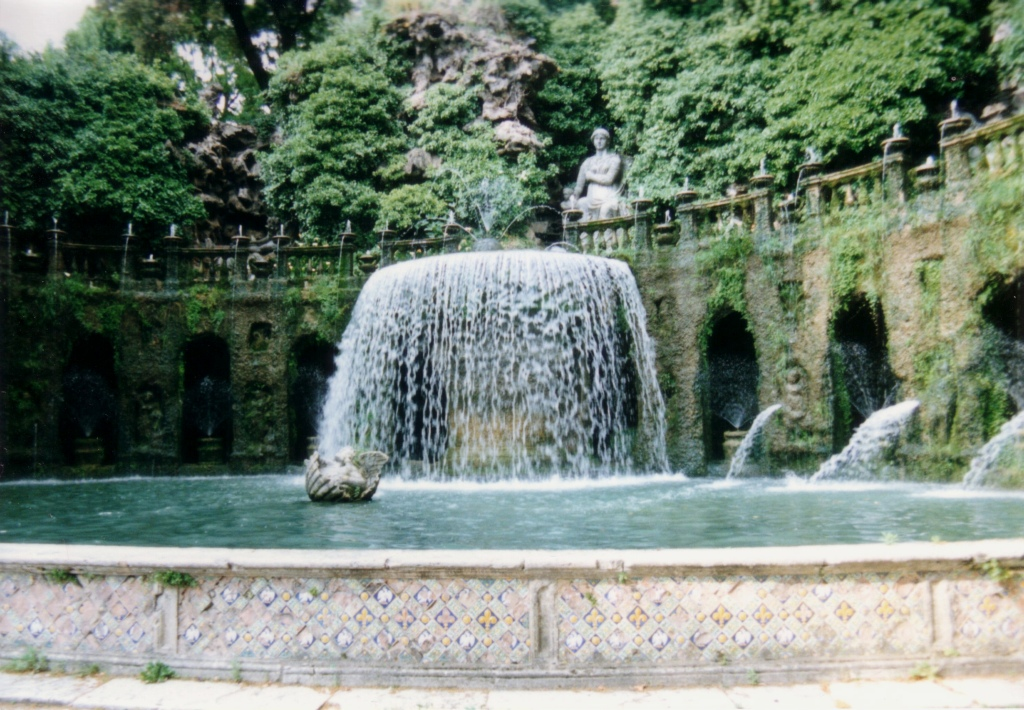
فونتا دل اواتو در ویلای د استه در تیوولی (۱۵۷۲)

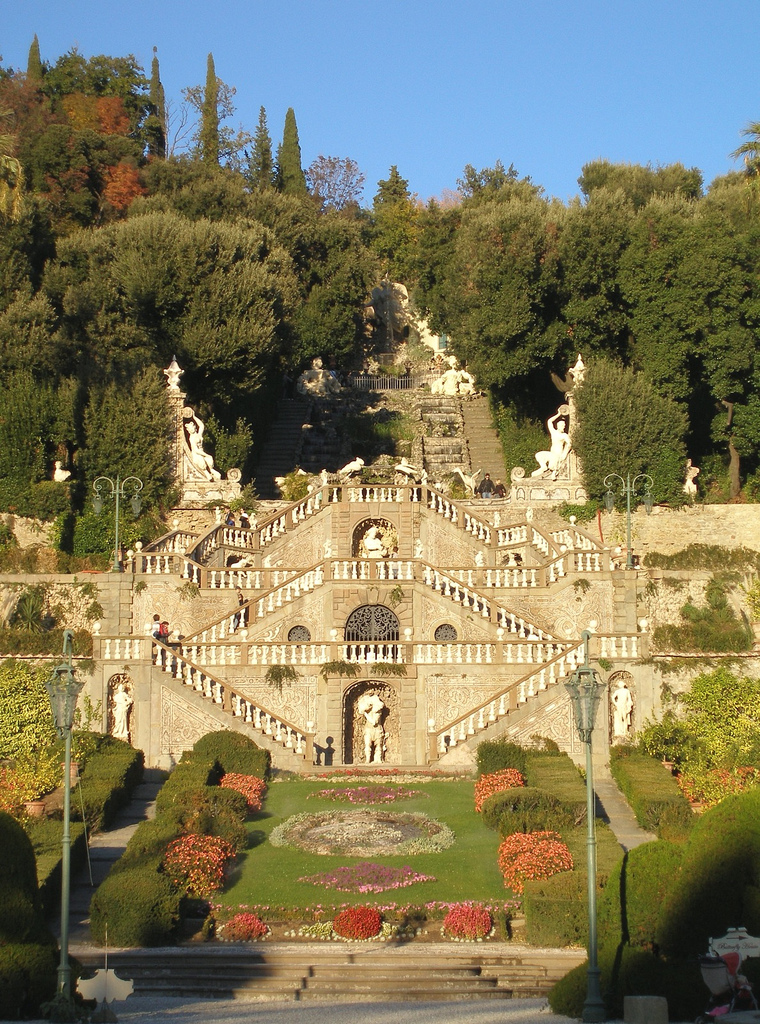
باغ‌های ویلای گازونی

قبل از رنسانس ایتالیا، باغ‌های ایتالیا توسط دیوارها محصور شدند و به پرورش سبزیجات، میوه‌ها و گیاهان دارویی، یا در مورد باغ‌های صومعه‌ها، برای مدیتیشن و دعای خاموش اختصاص داده شدند. باغ رنسانس ایتالیا، دیوار باغ، خانه و منظره بیرون را درهم شکست.
باغ رنسانس ایتالیا، مانند هنر رنسانس و معماری رنسانس، توسط دانشمندان رنسانس از مدل‌های کلاسیک رومی پدید آمد. از وصف باغ‌های روم باستان که در کتاب مسخ خود در اثر نامه‌های پلینی جوانتر با کتاب تاریخ پلینی قدیمی شرح داد، و توسط وارو، که همه آن‌ها شرحی مفصل و بزمی از باغ‌های ویلایی رومی دادند، الهام گرفته بودند.

## آلبرتی و اصول باغ رنسانس
اولین متن دوره رنسانس شامل (۱۰ کتاب معماری)، اثر لئون باتیستا آلبرتی (۱۴۰۴–۱۴۷۲) بود. او اصول معماری رومیان را ترسیم کرد و با اقتباس از پلینی مهین و پلینی کهین برای توصیف این که یک باغ چگونه باید مورد استفاده قرار گیرد و چگونه از آن استفاده شود، استفاده کرد. او استدلال می‌کرد که ویلا باید از هر دو نظر نگاه شود؛ جایی که از آن نگاه می‌شود و جایی که دیده می‌شود، خانه را باید در بالای باغ قرار داد، جایی که دیده می‌شود و صاحب آن می‌تواند به باغ نگاه کند.